# 구미 송당정사
구미 송당정사(龜尾 松堂精舍)는 대한민국 경상북도 구미시 선산읍에 있는 조선시대의 건축물이다. 2016년 9월 12일 경상북도의 문화재자료 제644호로 지정되었다.

## 지정 사유
송당정사는 조선중기 무신이자 문사인 송당 박영(松堂 朴英:1471~1540)이 1496년(연산군 2년)에 고향인 선산(善山)으로 낙향하여 낙동강가에 세운 강학지소(講學之所)로, 현재 건물은 1860년대에 중건된 것이다.
송당은 문무와 의학이라는 기술까지 학문을 종합해서 습득하고 실천했을 뿐 아니라 도학의 인맥을 종합하여 아우른 그의 학맥은 오늘날까지 영남, 특히 선산지역의 여러 문중을 모여 그를 기리고 시회를 잇도록 영향을 끼치고 있다.
송당정사는 간결하고 소박한 구조로 구성되어 있고, 건물의 규모와 구성에 대한 내용이 기술된, 흔치 않은 중건기(重建記)가 전해 오고 있어서 건축의 유래와 변화 과정을 비교적 정확히 추정할 수 있는 건물이라는 점과 송당의 학맥이 역사적으로 평가받을 가치가 있으므로 문화재로 지정하여 보존 관리하는 것이 좋을 것으로 판단되어 문화재자료로 지정하기로 한다.

## 지정 내역
| 번호  | 명칭                          | 재료 | 구조·형식·형태   | 규격               | 수량 | 기타특징 |
| ----- | ----------------------------- | ---- | ---------------- | ------------------ | ---- | -------- |
| 644호 | 구미 송당정사 (龜尾 松堂精舍) | 1棟  | 1棟              | 1棟                | 1棟  | 1棟      |
| 644호 | ① 송당정사                    | 목조 | 홑처마, 팔작지붕 | 정면 3칸, 측면 2칸 | 1棟  |          |

## 참고 문헌
- 구미 송당정사 - 국가유산청 국가유산포털